# Ulryk I (książę Karyntii)
Ulryk I (zm. 7 kwietnia 1144 r.) – książę Karyntii od 1135.

## Życiorys
Ulryk był najstarszym synem księcia Karyntii Engelberta i Jutty z Pasawy. W 1135 jako następca swego ojca objął rządy w Karyntii. Uczestniczył w wyprawie Lotara z Supplinburga do Italii w 1136/1137, w 1138 wsparł natomiast Hohenstaufów. Toczył liczne spory z możnymi karynckimi oraz arcybiskupami Salzburga i biskupami Bambergu. 

## Rodzina
Żoną Ulryka była Judyta, córka margrabiego Badenii Hermana II. Mieli czterech synów:
- Henryk V, książę Karyntii,
- Herman, książę Karyntii,
- Ulryk, hrabia Ljubljany,
- Gotfryd, zakonnik.